# Baanga-szigeti csata
A Baanga-szigeti csata a második világháború egyik ütközete volt a csendes-óceáni hadszíntéren 1943. augusztus 12. és 22. között. Az amerikaiakat váratlanul érte a komoly japán ellenállás.

## Az ütközet
A Baanga-sziget egy hosszú, vékony sziget Új-Georgia nyugati partjainál, közel Mundához. A város elleni offenzíva idején százfős helyőrség védte, de a harcok elől menekülő japán katonákkal augusztus közepére 400 főre duzzadt a létszám. Két 120 milliméteres löveg is volt a szigeten, amellyel a japánok lőni tudták a mundai repülőteret, amelyet augusztus 5-én foglaltak el az amerikaiak.
Az amerikaiak augusztus 11-én értesültek a japánok jelenlétéről a szigeten, miközben Munda környékén terjeszkedtek. A védők számát alábecsülték, és augusztus 12-én mindössze egy század katona kísérelt meg partraszállást. Az eredmény katasztrofális volt, a partvédő tűzben kénytelenek voltak visszavonulni, miközben veszteségük elérte az ötven százalékot. Ezután komolyabb erőket vontak össze.
Augusztus 14-én Mundából tüzérségi tüzet zúdítottak a szigetre, amelynek keleti felén a 169. gyalogezred partra szállt. A csapatok nyugati irányban haladtak tovább, de hamar ellenállásba ütköztek. Augusztus 16-án újabb két zászlóalj érkezett a szigetre. Augusztus 19-ére mindkét japán ágyút elhallgattatták. Ezen az éjszakán a japánok megkezdték katonáik evakuálását az Arundel-szigetre. Augusztus 20-án az amerikaiak elfoglalták a sziget déli partját. Augusztus 22-ére a japán ellenállást teljesen felszámolták. Az amerikaiak közül 52 meghalt, 110 megsebesült, a japán veszteségekről nincs adat.